# Bergsjö
Bergsjö is de hoofdplaats van de gemeente Nordanstig in het landschap Hälsingland en de provincie Gävleborgs län in Zweden. De plaats heeft 1243 inwoners (2005) en een oppervlakte van 166 hectare. De plaats ligt 30 kilometer ten noorden van Hudiksvall, een groot deel van de mensen die in de plaats wonen werken in Hudiksvall of Sundsvall.

## Verkeer en vervoer
Bij de plaats loopt de Länsväg 307.

## Geboren
- André Myhrer (1983), alpineskiër